# 鷺巢詩郎
鷺巢詩郎（日语：／ Sagisu Shirō，1957年8月29日—）是日本男性作曲家、編曲家、音樂製作人，東京都世田谷区出身。其職業生涯從1970年代開始，他尤為知名的作品是《新世紀福音戰士》的配樂。

## 作品

### 專輯
- EYES (1979)
- SAGISU vs STANLEY（1981）
- EVANGELION-VOX（1997）
- 新世紀福音戰士交響樂（1997）
- LOREN, MASH, HAZEL, DESIRE（1998年）
- NEON GENESIS EVANGELION: S² Works（1998）
- SHIRO'S SONGBOOK（1999）
- SHIRO'S SONGBOOK "remixes and more"（2000）
- SHIRO'S SONGBOOK 2（2000）
- SHIRO'S SONGBOOK 2.5 Tribute to COOL!（2001）
- 5.1 Gospel SONGBOOK（2001）
- SHIRO'S SONGBOOK Selection London Freedom Choir（2003）
- SHIRO'S SONGBOOK vers 7.0（2005）
- Shiro SAGISU Music from "EVANGELION: 1.0 YOU ARE (NOT) ALONE"（2007）
- 福音戰士新吹奏樂版（2009）
- Shiro SAGISU Music from "EVANGELION:3.0" YOU CAN (NOT) REDO.（2012）
- SHIRO'S SONGBOOK 'Xpressions' Shiro SAGISU（2013）
- Evangelion PianoForte #1（2013）
- THE WORLD! EVANGELION JAZZ NIGHT =THE TOKYO III JAZZ CLUB=（2014）
- ShiroSAGISU OUTTAKES FROM EVANGELION (VOL.1)（2016）
- Shiro SAGISU Music from "SHIN EVANGELION"（2021）
- EVANGELION INFINITY（2021）
- SHIRO'S SONGBOOK 11（2022）
- SHIRO'S SONGBOOK BLEACH Bankai!（2022）

### 配樂

#### 動畫
- アタッカーYOU（1984）
- 幻夢戦記レダ（1985）
- 無限地帶23（1986）
- アイシティ（1986）
- 橙路（1987）
- 機甲戦記ドラグナー（1987）
- 子助さま力丸さま（1988）
- 冒險少女娜汀亞（1990）
- 動畫秘密花園（1991）
- 超时空要塞II：再爱一次（1992）
- 魔力小馬（1993）
- 真魔神传（1994）
- 新世紀福音戰士（1996）
- ガーゼイの翼（1996）
- 男女蹺蹺板（1998）
- 阿倍野桥魔法商店街（2001）
- BLEACH（2004～2012）
- 鬼面騎士（2007）
- 魔奇少年（2012）
- 黑色子弹（2014）
- 日本动画人展览会（2014～2015）
  - 直到你来到我身边 （2014）
  - 寂静的夜晚 （2015）
  - 好色绅士回忆录（2015）
- 机动战士高达 铁血的孤儿（2015）- MISIA演唱ED的作曲、編曲
- 烙印勇士（2016）
- SSSS.GRIDMAN（2018）
- SSSS.DYNAZENON（2021）
- BLEACH 千年血戰篇（2022）

#### 電子遊戲
- 光明之淚（2004）
- 新光明與黑暗（2005）
- 光明之風（2007）

#### 电视剧
- 旅立ちは愛か（1979）
- シルバージャガー パイロット版（1980）
- 流れ星佐吉（1984）
- 嫁はミツボシ（2001）
- 恋愛偏差値（2002）
- 今夜ひとりのベッドで（2005）
- 鈴里高校書道部（2010）
- 御上先生（2025）

#### 电影
- POLE POSITION 2（1980）
- 機動戰士GUNDAM III　相逢宇宙篇（1982）　井上大輔演唱主題歌的編曲
- 哆啦A梦：大雄的魔界大冒險（1984）　小泉今日子演唱主題歌的編曲
- 本場ぢょしこうマニュアル（1987）
- カンフーキッド（1987）
- 橙路 劇場版（1988 - 1989）
- 冒險少女娜汀亞 劇場版（1991）
- 新世紀福音戰士劇場版：死與新生（1997）
- 新世紀福音戰士劇場版：Air/真心為你（1997）
- 危險刑警Forever（1998）
- MUSA -武士-（2001年）
- ドラゴンヘッド（2003） - MISIA演唱主題歌的作曲、編曲
- 海猫（2004） - MISIA演唱主題歌的編曲
- レイクサイド マーダーケース（2004） - メイヤ演唱主題歌的編曲
- CASSHERN（2004）
- 中天（2006）
- BLEACH
  - 劇場版BLEACH MEMORIES OF NOBODY（2006）
  - 劇場版BLEACH The DiamondDust Rebellion もう一つの氷輪丸（2007）
  - 劇場版BLEACH Fade to Black 君の名を呼ぶ（2008）
  - 劇場版BLEACH 地獄篇（2010）
- 福音戰士新劇場版系列（2007 - 2021）
  - 福音戰士新劇場版：序（2007）
  - 福音戰士新劇場版：破（2009）
  - 福音戰士新劇場版：Q（2012）
  - 福音戰士新劇場版：終（2021）
- インシテミル 7日間のデス・ゲーム（2010） - May'n演唱主題歌的作曲、編曲
- 電人ザボーガー　劇場版（2011）-監修
- 進擊的巨人 (2015年電影)真人版 前篇（2015）
- 進擊的巨人 (2015年電影)進擊的巨人2：世界終結（後篇）（2015）
- 真·哥斯拉 (2016)
- 阿宅的戀愛太難 (2020) 擔任歌曲的作曲及編曲
- 新·超人力霸王(2022)
- GRIDMAN UNIVERSE（2023年）

#### 其他
- 森田一義時間 笑一笑又何妨！（1982 - ）

## 外部連結
- Shiro SAGISU OFFICIAL SITE （页面存档备份，存于） - 公式ホームページ
- 鷺巣詩郎的X（前Twitter）
- SOUNDPLANT SHIRO'S SONGBOOK- コラム （页面存档备份，存于）
- LONDON通信- コラム （页面存档备份，存于）
- SHIRO'S SONGBOOKひろば （页面存档备份，存于） - ブログ（更新終了）
- （隔）週間 鷺巣詩郎 （页面存档备份，存于） - リコメンド（更新終了）
- Shirow Sagisu在MusicBrainz上的頁面（英文）